# Amphorella cimensis
Amphorella cimensis is een slakkensoort uit de familie van de Ferussaciidae. De wetenschappelijke naam van de soort is voor het eerst geldig gepubliceerd in 1983 door Walden.